# دان باتلر (لاعب كرة قاعدة)
دان باتلر (بالإنجليزية: Dan Butler) هو لاعب كرة قاعدة أمريكي، ولد في 17 أكتوبر 1986 في فينيكس في الولايات المتحدة.

## وصلات خارجية
- دان باتلر على موقع دوري كرة القاعدة الرئيسي (الإنجليزية)
- دان باتلر على موقعبيزبول رفرنس.كوم (الدوري الرئيسي) (الإنجليزية)
- دان باتلر على موقعبيزبول رفرنس.كوم (الدوري الثانوي) (الإنجليزية)
- دان باتلر على موقع إي إس بي إن.كوم (أم.أل.بي) (الإنجليزية)
- دان باتلر على موقع مشجعي الرسوم البيانية (الإنجليزية)